# エイフェックス・ツイン
エイフェックス・ツイン (Aphex Twin)、本名リチャード・D・ジェームス（Richard David James、1971年8月18日 - ）はイギリスのミュージシャン、音楽家、作曲家、DJである。その作曲ジャンルは多岐にわたり、テクノ、アンビエント、エレクトロニカ、ドラムンベース、アシッド・ハウスと多彩である。同時に複数のアーティスト名義を使うことでも知られる。

## 経歴
アイルランドのリムリックで生まれ、イギリスのコーンウォールで育つ。
イギリスでテクノシーンが隆盛していた時期、地元でDJをしていた。この頃からAphex Twinの名義を用いだす。1991年に自身のレーベルであるリフレックス・レコーズ(Rephlex Records)を設立。同時に他のレコード会社へもデモテープを送り、1991年にはTVTレコーズからAFX名義で、後にシリーズ化するシングル盤の「Analogue Bubblebath」をリリースした。1992年にはR&SレコーズからAphex Twin名義で、1993年にはワープ・レコーズからPolygon Window名義でそれぞれアルバムをリリースした。
1994年にAphex Twin名義でのリリースがR&Sからワープに移る。Aphex Twin名義の初期はアンビエントをリリースする名義であったが、1996年のアルバムではドラムンベース（ドリルンベース）、2001年にリリースしたアルバムではプリペアド・ピアノを取り入れたりと実験的な曲もリリースする名義になっている。2001年に『Drukqs』をリリースし、Warpとの契約を完了した後、ジェームズは数年間、自身のレーベルRephlexで音楽をリリースした。これには、AFX名義での2005年のEPシリーズ『Analord』や、2007年のThe Tuss名義でのリリースが含まれている。
2004年からリリースしたシングル「Analord」シリーズでは、アシッド・ハウス寄りの曲をリリースしている。
2014年には、未発表だった1994年のLP『Caustic Window』を公開した。同年後半にはAphex Twin名義の作品としては13年ぶりとなるアルバム「Syro」をリリース。同作は2015年のグラミー賞においてBest Dance/Electronic Album部門を受賞した。
以降、2016年のEP『Cheetah』や2018年のEP『Collapse』などのチャート入りEPをリリースしている。2023年にはEP『Blackbox Life Recorder 21f / In a Room7 F760』をリリースし、「Blackbox Life Recorder 21f」はグラミー賞の最優秀ダンス／エレクトロニック・レコーディングにノミネートされた。

### 評価
FACT Magazineは1992年のアルバム『Selected Ambient Works 85-92』を90年代ベストアルバム・リストの1位とし、NMEはオールタイムベストアルバムの92位に選出。96年の『Richard D. James Album』は55位に、ピッチフォーク・メディアは90年代のベストアルバム40位に選んでいる。またシングル「Windowlicker」はNMEの1999年ベストトラック・リストの1位に、ピッチフォーク・メディアの90年代ベストトラック・リストの12位に選出されている。
彼の独特な作品は、テクノ、アンビエント、アシッド、ジャングルなど多くのスタイルに依拠しており、インテリジェント・ダンス・ミュージック（IDM）ジャンルの先駆者と評されている。Mixmag、The New York Times、NME、Fact、Clash、The Guardianなどの出版物のジャーナリストたちは、ジェームズを現代エレクトロニック・ミュージックにおいて最も影響力のある重要なアーティストの一人と呼んでいる。
人材を発掘する手腕にも優れており、リフレックス・レコーズから独特の才能を持つアーティストを次々とデビューさせた。とりわけ有名なのは私的な友人でもあったルーク・ヴァイバート、共作のアルバムを発表したμ-Ziq、そして自らがライナーノーツを手がけたスクエアプッシャーのいわゆるコーンウォール一派である。

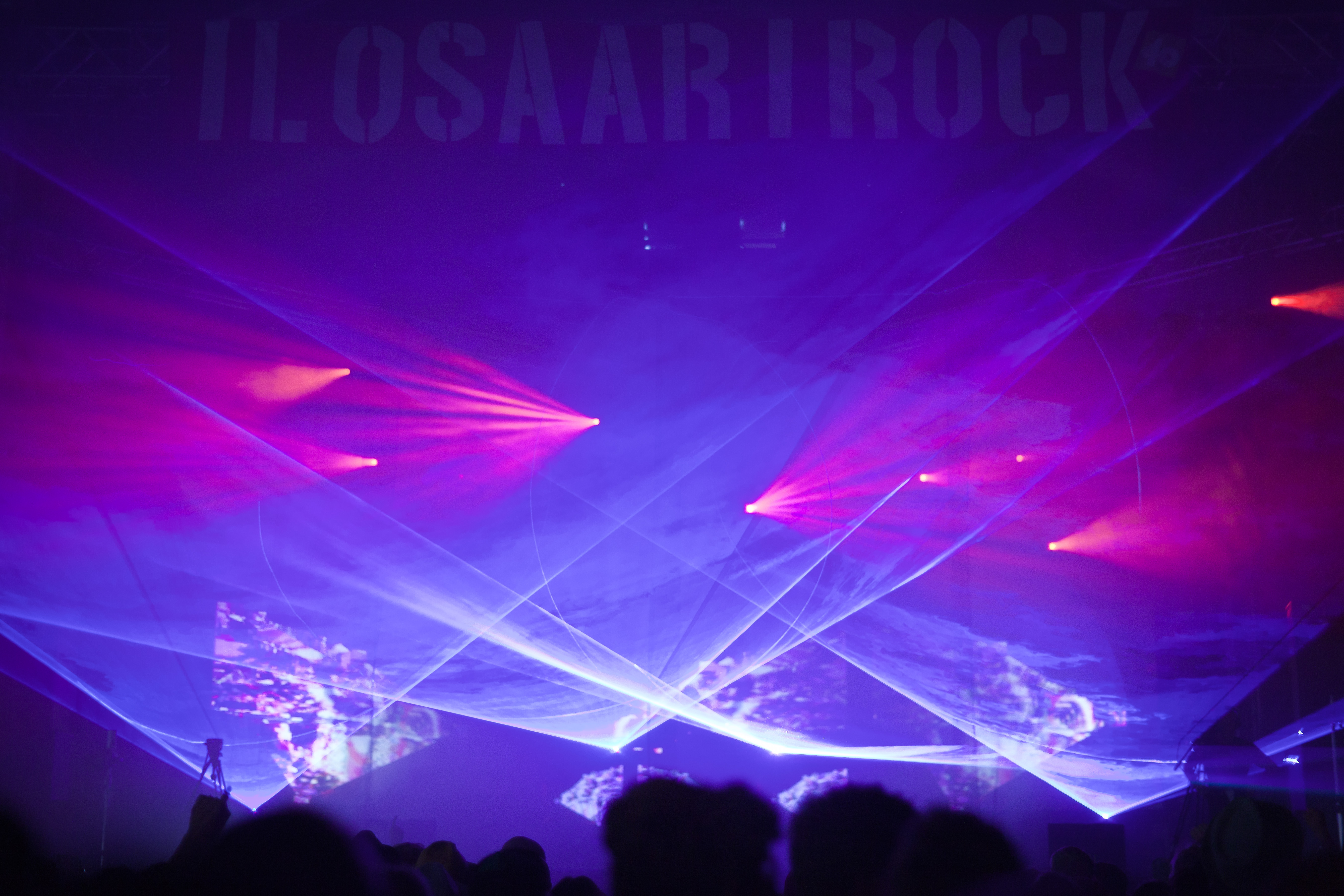
Ilosaarirock Festival 2011

## ディスコグラフィ

### Aphex Twin
アルバム
- Selected Ambient Works 85-92（1992年）
- Selected Ambient Works Volume II（1994年）
- Words & Music (1994年)
- Classics（1994年）
- I Care Because You Do（1995年）
- Richard D. James Album（1996年）
- 51/13 Singles Collection（1996年）
- drukqs（2001年）
- 26 Mixes for Cash（2003年、自身が担当したリミックス集）
- Syro（2014年）

シングル
- Digeridoo（1992年）
- Xylem Tube EP（1992年）
- On/On Remixes（1993年）
- Ventolin/Ventolin Remixes（1995年）
- Donkey Rhubarb（1995年）
- Girl/Boy EP（1996年）
- Come to Daddy EP（1997年）
- Windowlicker（1999年）
- Analord 10（2004年）
- Computer Controlled Acoustic Instruments pt2 EP (2015年)
- Cheetah (2016年)
- Collapse（2018年）
- Blackbox Life Recorder 21f / In a Room7 F760（2023年）

### AFX
- Analogue Bubblebath（1991年）
- Analogue Bubblebath 2（1992年）
- Analogue Bubblebath 3（1993年）
- Analogue Bubblebath 4（1994年）
- Analogue Bubblebath 5（1995年、未発売）
- Analogue Bubblebath 3.1（1997年）
- Hangable Auto Bulb（1995年）
- Hangable Auto Bulb 2（1995年）
- 2 Remixes By AFX（2001年）
- Smojphace EP（2003年）
- Mangle 11 (Circuit Bent V.I.P. Mix)（2003年）
- Analordシリーズ（AFX名義中心だが他名義からもリリースあり）
- Chosen Lords（2006年）
- Orphaned Deejay Selek 2006-2008（2015年）
- Houston, TX 12.17.16（2016年）
- London 03.06.17（2017年）
- Korg Trax+Tunings for Falling Asleep（2017年）
- Orphans（2017年）

### Bradley Strider
- Bradley's Beat （1991年）
- Bradley's Robot（1993年）

### Caustic Window
- Joyrex J4（1992年）
- Joyrex J5（1992年）
- Joyrex J9（1993年）
- CAT 023 （未発表。4枚のレコードがプレスされたのみ）
- Caustic Window Compilation（1998年）

### Gak
- GAK（1994年）

### Universal Indicator
- Universal Indicator: Red（1992年）
- Universal Indicator: Green（1993年）

※Universal Indicatorシリーズ中、 "Blue"（1992年）および "Yellow"（1992年）は、Kosmik Kommandoことマイク・ドレッドの作品

### Polygon Window
- Surfing On Sine Waves（1993年）
- Quoth（1993年）

### Power Pill
- Pac-Man（1992年）

### Q-Chastic
- Q-Chastic EP（1992年、未発売）

### 他アーティストとのコラボレーション
- Freeman Hardy & Willis Acid （＆スクエアプッシャー、ワープのアルバム100枚リリース記念盤のWAP100に収録）
- Expert Knob Twiddlers（Mike and Rich"名義のアルバムの、Richとして。Mikeはµ-ziqとして知られるマイク・パラディナス)
- AFX/LFO (＆LFOとのシングル)（2005年）